# 少年擒寇记
《少年擒寇记》（英語：BMX Bandits，又译《小子万岁》）是一部1983年上映的澳大利亚青少年题材的电影，是著名女电影明星尼科尔·基德曼最早出演的电影之一。

## 情节简介
悉尼的三个酷爱BMX自行车运动的青少年，P.J.、古斯（Goose）和朱迪（Judy）无意中捡到一箱警用步话机。原来一帮银行抢匪正打算用这些警用步话机作为犯罪时的通讯工具。三个少年和抢匪之间便展开了一系列笑料迭出的争夺、躲藏与追逐……

## 演员
| 演员                                | 角色          |
| 尼科尔·基德曼                       | 朱迪(Judy)    |
| 安杰罗·德·安杰罗（Angelo D'Angelo） | P.J.          |
| 詹姆士·鲁格顿（James Lugton）       | 古斯（Goose） |